# 九四式拳銃
九四式拳銃（きゅうよんしきけんじゅう）は、1930年代に大日本帝国陸軍が開発・採用した自動拳銃。

## 概要
当時、帝国陸軍の将校准士官が装備する護身用拳銃は軍服や軍刀などと同じく私物・自費調達の「軍装品」扱いであったため、FN ブローニングM1910（ブローニング拳銃）やコルト M1903などの外国製輸入拳銃約30種、日本製なら杉浦式自動拳銃などから各自が任意に調達していた。それら「軍装拳銃」の使用実包（弾薬）は.32ACP弾（M1910・M1903・杉浦式など）が主流であったものの、中には.25ACP弾使用拳銃（FN M1906やモーゼル M1910など）もあり統一されておらず、またメンテナンス方法や使用部品もばらばらだったため、国産拳銃に統一しようという声が上がっていた。しかし当時南部式自動拳銃の小型版、南部式小型自動拳銃は7mm南部弾使用による威力不足や価格の高さなどで生産中止、また南部式自動拳銃（大型）ならびに陸軍制式の兵器である十四年式拳銃は大型拳銃のため将校用には不向きであった。そこで日本初の国産自動拳銃である南部式自動拳銃を開発した南部麒次郎は、陸軍制式である十四年式拳銃実包（8mm南部弾、8×22mm弾）を使用することにより実包の互換性を高め、機構の簡略化によりメンテナンス性を向上させた新型拳銃を開発し、これは1934年（昭和9年、皇紀2594年）12月12日に九四式拳銃として陸軍に準制式採用され、1935年（昭和10年）から量産が開始された。
以降、九四式拳銃は将校准士官のみならず、機甲部隊の機甲兵、航空部隊の空中勤務者（操縦者など）、空挺部隊（挺進連隊）の挺進兵など、小型拳銃を欲する特殊な兵種にも供給され盛んに使用された。なお本銃は上述の通り主に将校用の小型護身用拳銃として計画・採用されたものであり、主に下士官兵用の官給品たる十四年式拳銃の後続主力拳銃という位置づけではない。そのため九四式拳銃の採用・生産に平行して十四年式拳銃も引き続き生産されている。
作動方法は一見してそうはみえないが、ショートリコイル方式を採用している。そして、一見するとボルト作動式にみえるが、実はスライド作動式である（下記参照）この銃は当時、小型自動拳銃のノウハウのまったくない日本の技術陣が全く独自の、悪く言えば独善的な設計思想で完成させた拳銃で、ドイツのP-08、アメリカのM1911A1など他国の技術を全く無視した日本独自の設計がなされている。

## 特徴
本銃は、上述の通り日本の技術陣が試行錯誤した過程が良く表れている小型自動拳銃とよくいわれる。各国の銃器には、どことなくその元となった拳銃の流派のようなものがあり、必ずといってよいほど、なんらかのコピーのような技術が採用されているものである。それは現在の銃器においても言えることである。しかしながらこの九四式拳銃にはそれがまったくない。いわば良い意味でも悪い意味でも日本独自の自動拳銃である。このことから、あまりに奇妙な機構が多いことでも知られている。
一つは、遊底内側に内蔵された撃鉄の頂点にローラーを取り付けるという機能がある。おそらく遊底（スライド）後退時に撃鉄（ハンマー）の摩耗を防いだり、作動を円滑に行う工夫だと思われるが、実際にはあまり効果のない機能である。そもそもデザイン的に、こうした形状の拳銃は、ストライカー方式（引き金を引くとバネで圧縮された内蔵の撃茎が外れ、弾底を叩く方式）を採用するのが常であるが、ハンマー式（引き金を引くとハンマーがバネの力で発火ピンを叩き、発射する方式）を採用し、しかも内蔵式にしているというのも珍しい構造である。
専門の工作機械が乏しかった当時の日本の手工業主体の工作技術では、諸外国の自動拳銃のように、本体内面に作動構造を構築することが難しく、そのような拳銃で普通に見られる作動構造の一部が、本体外面に構成されているため、一見すると非常に複雑な構造のように見えるという変わった外観を持つ。
その一つの例として、当時の日本では、遊底で銃床（フレーム）をはさむ加工技術が未熟であったため、フレームでスライドを囲むという前代未聞の機能になされているこの構造が、一見するとボルト作動式に見えてしまう所以である。結果、これらの構造が、手工業主体の日本の工作技術にマッチし、その製造の簡易さで低コスト化と簡単な清掃メンテナンスであれば、機構部が露出していることもあり、分解せずとも外周を軽く拭く程度で済むというメンテナンス性の向上も実現させている。また諸外国の同種の拳銃に比べて、部品点数が少ないのも特徴である。
他、現代の拳銃からみても非常にバランスの悪い奇妙なデザインで、全弾を撃ちつくしホールドオープンした状態では手の上に重心が来る、重量バランスの悪い拳銃であるという意見もある。一方、当時の平均的な日本人の手の大きさで比較した場合、銃把の独特の形状から来るグリップ感覚に好評な意見もあったとされる。そもそもこのような奇異なシルエットの銃になったのも、本銃が当時の将校に使い勝手が良いということで人気があったFNブローニング M1910を意識してのことである。その証明として、本銃のグリップの長さとトリガーの位置が、M1910とほぼ同じ位置関係で配置されている。しかしながら、本銃はM1910の.32ACP弾よりも大型の実包、しかも閉鎖機構を必要とするボトルネック弾である8mm南部弾を使用するため、発射機関部は当然大型化してしまった。このM1910に準じた使い勝手の配慮と、これよりも大型の実包を使用した機関部構造が混在してしまったおかげで、このような奇異なシルエットを持つ銃になってしまっている。
射撃性能に関しては生産時期にもよるが、初期型に関しては、南部拳銃全体に言える8mm南部弾からくる同年代の諸外国拳銃に比べての威力不足という弱点以外は、命中精度も公算躱避50cm以内と比較的良好であった。
反面、本銃は日本の自動拳銃開発のノウハウのなさを露呈するような重大な欠陥も持っていた。まずは自動拳銃ではごく当たり前の機能である、遊筒自動停止（スライドストップ）の機能がない。本銃は撃ちつくした際にホールドオープン状態にはなるが、この状態は単にマガジンの受筒鈑部にスライドを引っ掛けているだけで、マガジンを抜くとスライドは元の位置に戻ってしまう。従って、撃ち尽くした際の次弾装填が少々煩雑であった。この構造は十四年式拳銃も同様で、九四式拳銃の方が新型であるにもかかわらず、スライドを固定する機構を結局採用していない。
そして本銃最大の欠陥と言われているのが、銃側面の逆鉤部（シアー、引鉄と撃鉄を連動する部品）が露出していることである。これにより、側面に強い衝撃を与えるだけで暴発してしまったり、安全装置がその露出した逆鉤を単に固定する（押さえつける）だけの機能しか持っていないので、工作精度の悪い個体では、安全装置を掛けていても暴発してしまう恐れがあった。さらには、逆鉤と引金の連動性が悪く、安全装置をかけた状態で引鉄を引き、そして戻した後に安全装置を発射位置に戻したとたんに、引鉄を引いた際に中途半端に撃鉄に引っかかっていた逆鉤が板ばねのように反発して撃鉄を解除し、暴発してしまう（つまり、発火部分・撃鉄などの機能を安全装置レバーが直結的に固定させる構造になっていない）といった、当時の諸外国の拳銃では考えられない暴発の仕方をするため、ほとんど安全装置としての意味をなさないなど、欧米の小型自動拳銃の基本的な常識がまったく欠落している点である。また、とくに大戦末期の生産分では、個体によっては工作精度がさらに悪化した関係で、しっかりとロックがかからず、安全位置でも引金が引けてしまうものもあった。ドイツのルガーP08も同様の逆鉤構造をしているが、これの場合は逆鉤部にカバーを設けており、不意に逆鉤に接触するのを防ぐ構造を持っているが、本銃にはカバー類はなく、完全に外部に露出してしまっている。この機能のせいで、後年この銃を接収して試験に当たった連合軍側の技術者からは「自殺拳銃（スーサイド・ナンブ）」と揶揄されたりもした。
なお、上記の話とは反対に、暴発させるためには意図的にシアーの先端部分を2mmほど押し込まなければならず、意図せずに暴発させることは実際には難しいという文献も存在する。
最終的に九四式拳銃は1935年から1945年（昭和20年）の生産終了まで、何度かのマイナーチェンジを経て軍需民需含めて計約7万挺が生産された。しかし、上記の欠陥は最後まで改良されることはなかった。

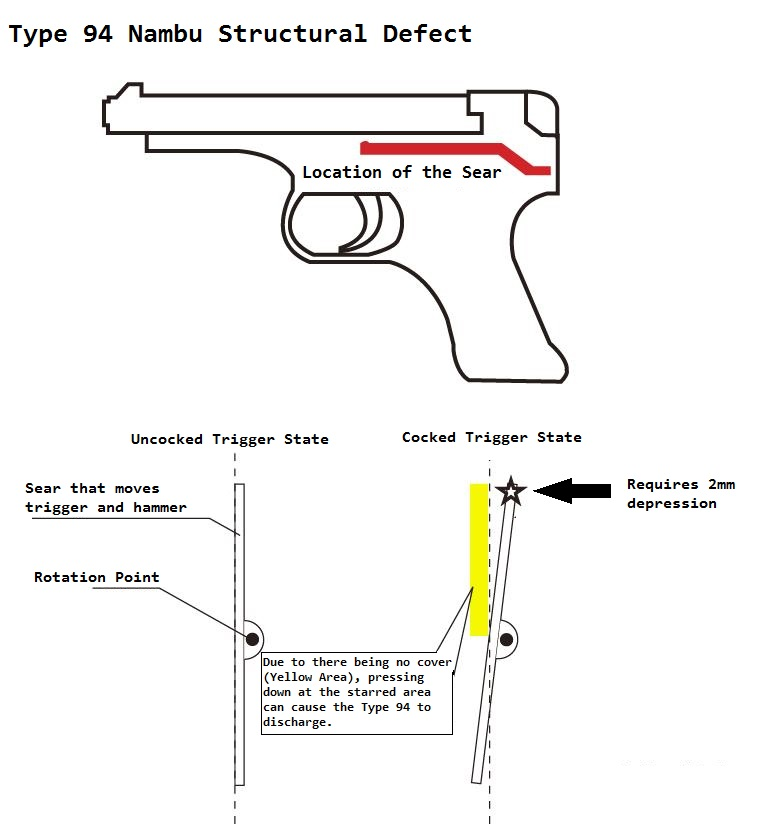
九四式拳銃の構造欠陥図説。
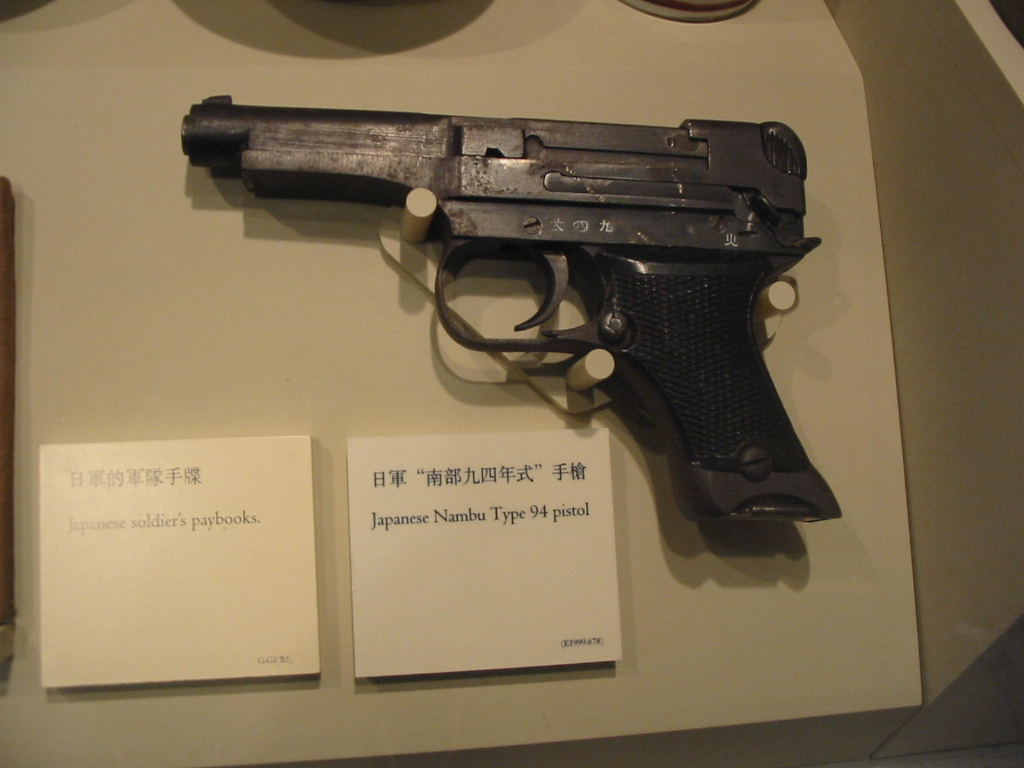
九四式拳銃左側面。左の構造欠陥図の通り、シアー部が露出しているのがよくわかる。
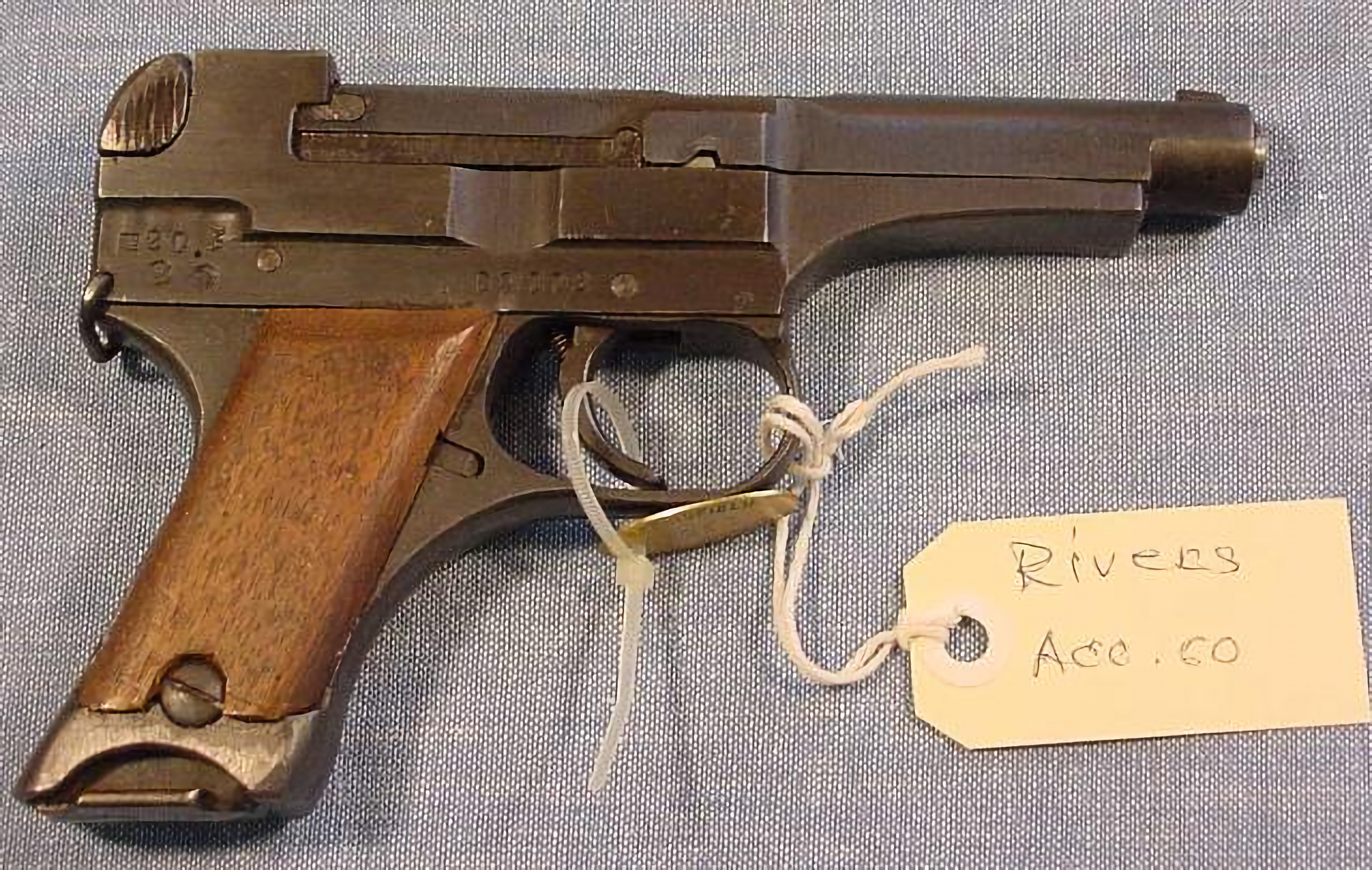
昭和20年製の九四式拳銃。末期型に相当し、木製の側板を採用するなど省力化が図られている。

## 登場作品

### 映画・テレビドラマ
『硫黄島からの手紙』
機関銃手および元憲兵の清水が所持。
『戦争と人間 第三部』
ノモンハン事件のシーンに登場。森田連隊長が自決するのに使用する。
『空の神兵』
『野良犬』
主人公が警視庁の鑑識課を訪れる場面の冒頭、同課の職員が砂箱に九四式拳銃を撃ち込み、遊底が後退位置で止まる描写がある。
『南の島に雪が降る』
1995年版に登場する。
『燃える戦場』
『ローレライ』

### 漫画・アニメ
『朝霧の巫女』
平田篤瀧が使用。
『迎撃戦闘隊 ニューギニア戦線』
雲野軍曹が装備。
『交響詩篇エウレカセブン』
デューイ・ノヴァクが使用
『さよなら絶望先生』
『ジャイアントロボ THE ANIMATION -地球が静止する日』
オロシャのイワンが使用
『人狼 JIN-ROH』
　自治警公安部の一人が所持
『翠星のガルガンティア』
船団代表補佐リジットが携帯している。アニメ第2話と7話でレドに突きつける。
『戦場まんがシリーズ』
『帝一の國』
『独立戦車隊』
「Jungle Express」にて、有村大尉や外山大尉が使用する。
「紅の墓標」にて、分隊長がイギリス軍に向けて使用する。
『虹色のトロツキー』

### ゲーム
『バトルフィールドV』
追加武器として「九四式」の名称で登場。